# Ванд (Кальвадос)
Ванд (фр. Vendes) — коммуна во Франции, находится в регионе Нижняя Нормандия. Департамент коммуны — Кальвадос. Входит в состав кантона Тийи-сюр-Сёль. Округ коммуны — Кан.
Код INSEE коммуны — 14734.

## Население
Население коммуны на 2010 год составляло 303 человека.
| 1962 | 1968 | 1975 | 1982 | 1990 | 1999 | 2010 |
| ---- | ---- | ---- | ---- | ---- | ---- | ---- |
| 202  | 199  | 215  | 273  | 293  | 283  | 303  |

## Экономика
В 2010 году среди 211 человек трудоспособного возраста (16—64 лет) 164 были экономически активными, 47 — неактивными (показатель активности — 77,7 %, в 1999 году было 75,9 %). Из 164 активных жителей работали 154 человека (78 мужчин и 76 женщин), безработных было 10 (3 мужчин и 7 женщин). Среди 47 неактивных 17 человек были учениками или студентами, 19 — пенсионерами, 11 были неактивными по другим причинам.